# Automotore FS 208.4000
Gli automotori del gruppo 208.4000 sono dei piccoli mezzi di trazione a due assi motori e scartamento normale che hanno iniziato a prestare servizio a partire dal 1981 sugli impianti ferroviari della rete italiana. Vennero classificati gruppo 208 dopo la completa radiazione dell'omonimo gruppo di automotori a sogliola. Del gruppo 208 ha fatto parte anche un prototipo realizzato dalla Greco con potenza di 65 kW e trasmissione idraulica Voith D 843 K. Rimasto di proprietà della casa costruttrice, non venne mai definitivamente immatricolato nel parco FS. Risultano in servizio le sole unità 4002 e 4003, assegnate entrambe al deposito locomotive di Firenze Osmannoro.

## Storia
Gli automotori 208 furono costruiti in 6 unità a partire dal 1979 dagli stabilimenti di produzione FIPEM di Reggello; vennero progettati con lo scopo di sostituire in alcuni servizi meno impegnativi e di manovra le locomotive a vapore ormai obsolete ed in cattivo stato. La prima unità della serie ha preso servizio nel Compartimento FS di Firenze nel corso del 1981.
Il progetto Fipem per le FS prevedeva la costruzione di una piccola e versatile locomotiva che adottava un motore diesel a 4 tempi, 6 cilindri in linea della potenza di 61 kW a 2500 giri/min di produzione VM di Cento, raffreddato ad aria, con la trasmissione Twin Disc con due marce selezionabili che permettevano di raggiungere le velocità di 19 e 57 km/h.
Nella progettazione della struttura sono state tenute nel dovuto conto l'insonorizzazione della cabina di guida e la sicurezza prevedendo corrimani all'intorno sui praticabili e accesso alla cabina centrale posteriore mediante un terrazzino di accesso.
La categoria di bassa potenza scelta ha permesso, con la razionalizzazione degli incarichi di condotta, di assegnarle direttamente alle stazioni e di abilitarne alla guida il personale delle squadre di manovra.

## Caratteristiche
La propulsione è Diesel con motore VM 1056 SU che fornisce una potenza massima di 62  kW (85 CV) a 2500 giri/min; la trasmissione Idro-meccanica Twin Disc 6-1300 Power Shift TDC-22. La locomotiva è dotata di impianto frenante ad aria compressa con freno Westinghouse. Anche le sabbiere sono azionate ad aria compressa.